# Mastax kulti
Mastax kulti é uma espécie de carabídeo da tribo Brachinini, com distribuição restrita ao Quênia.